# فرودگاه کاآناگ
فرودگاه کاآناگ (به انگلیسی: Qaanaaq Airport) (به زبان بومی: Mittarfik Qaanaaq) یک فرودگاه همگانی با کد یاتا NAQ است که یک باند فرود شن دارد و طول باند آن ۹۰۰ متر است. این فرودگاه در کشور گرینلند قرار دارد .